# Велика Марсельська чума
Велика Марсельська чума (фр. Grand Peste de Marseille, англ. Great Plague of Marseille,) — остання велика епідемія бубонної чуми в Європі, яка почалася в Марселі в 1720 році й призвела до смерті близько 100 тисяч людей: 50 тисяч померло у самому місті за 1720-1722 роки і ще 50 тисяч у навколишніх провінціях і містах. Хоча для відновлення повноцінної економічної діяльності порта знадобилося лише кілька років, коли торгівля поширилася до Вест-Індії та Латинської Америки, проте лише в 1765 році кількість населення міста повернулась до рівня 1720 року.

## Перебіг епідемії
Чума поширилася з «Гран-Сент-Антуана», судна з Леванту (регіон Сирії), який причалив у Марселі 25 травня 1720 року. Він вважається первинним осередком епідемії. Дійсно, його вантаж, що складався з бавовняних тканин і тюків, можливо був забруднений збудником чуми, проте не виключається, що ним були заражені корабельні пацюки. Не зважаючи на дуже сувору систему захисту, яка включала, зокрема, карантин пасажирів і вантажів, в місті спалахнула епідемія.
Найбідніші та найстаріші райони постраждали найбільше. Поширюючись з районів поблизу порту, чума швидко розповзлася по місту, а потім й по всьому Провансу, де вона забрала від 90 до 120 тисяч життів із населення приблизно у 400 тисяч жителів.
Відповідальність за незастосування правил щодо потенційно заражених кораблів лежить на капітані корабля Жані-Батисті Шато (Jean-Baptiste Chataud) і першому олдермені Жані-Батисті Естелі (Jean-Baptiste Estelle). Жодного офіційного доказу їхньої вини розслідуванням встановити не вдалося. Однак вважається, що олдермени та чиновники охорони здоров'я, відповідальні за цей регламент правил, поводились дуже безвідповідально. Деякі товари, зокрема тканини, які спочатку підлягали карантину, були швидко вивантажені в Марселі.

## Підґрунтя епідемії
На північ від порту знаходиться старе місто, яке мало типову середньовічну побудову з вузькими звивистими та нездоровими для проживання вуличками, де жили ремісники та торговці. Саме в цій зоні з'явилася чума і досягла свого максимуму. Ця хвороба становила постійну загрозу для Марселя через часті сталі зв'язки з Близьким Сходом, де це захворювання тоді було ендемічним. Епідемії уражали Марсель неодноразово, особливо в 1580 році, коли чума лютувала найбільше. Система протиепідемічного захисту поступово вводилася в дію і демонструвала свою ефективність, оскільки до 1720 року Марсель не зазнав епідемій чуми впродовж шістдесяти років. Цей захист базувався, з одного боку, на санітарному кордоні, створеному в середземноморському регіоні, з видачею ліцензій у портах Леванту, а з іншого боку, на офісному персоналі, який складався зі стюардів, які визначали тривалість карантину для екіпажу, пасажирів і вантажу. Кожному кораблю, який заходив у порт Леванту, місцеві консули капітанам суден, які бажали повернутися до Франції, видавали ліцензію, в якій вказувався стан благополуччя міста, з якого вони мали відплисти. Існувало три типи ліцензії (листи про стан здоров'я):
- чиста, коли на момент відплиття судна в регіоні не існувало нічого підозрілого;
- підозріла, коли в країні була підозра на чумоподібну хворобу;
- груба, коли регіон був забруднений чумою.

У разі наявності чистої ліцензії тривалість карантину зазвичай становила вісімнадцять днів для людей, двадцять вісім для судна та тридцять вісім для вантажу. Ці періоди відповідно збільшувалися до двадцяти п'яти, тридцяти та сорока, якщо ліцензія мала статус підозрілої, та тридцяти п'яти, п'ятдесяти і шістдесяти, якщо ліцензія була грубою.
У Марселі було створено міську медичну службу. Дата створення невідома, але не пізніше 1622 року, оскільки в документі парламенту Провансу від цього року йдеться про такий заклад. Цей заклад щороку оновлювався міською радою, складався з 14 стюардів-добровольців, яких обирали серед купців, торговців і колишніх капітанів кораблів. Президентство по черзі щотижня здійснював один із стюардів. У виконанні їхніх завдань їм допомагав численний персонал: секретарі, клерки тощо. До цього закладу були приєднані лікар і хірург.

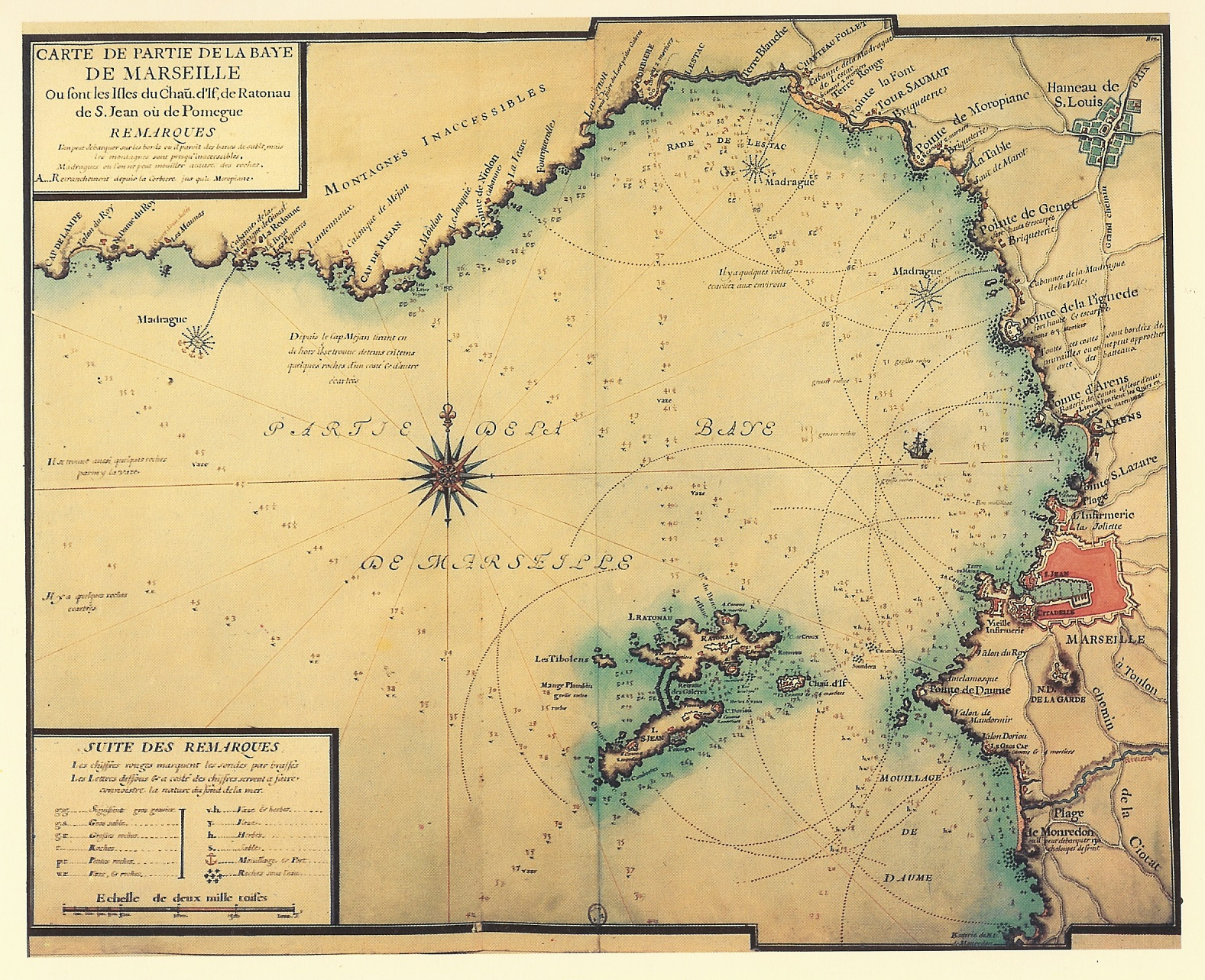
Карта Марсельської затоки у XVII столітті

Штаб-квартира офісу охорони здоров'я спочатку знаходилася на плавучому понтоні біля форту Сен-Жан, потім на санітарному депозиті — будівлі, збудованій у 1719 році підніжжя цього форту. На той час процедура була суворою: капітан судна з Леванту залишав своє судно на острові Помег і прямував на човні до медичного офісу, щоб пред'явити видану йому ліцензію та відповідно до її типу призначалась тривалість карантину для товарів і людей. Місця карантину суден були встановлені на острові Жарр, на південь від гавані Марселя, якщо чума доведена, або на острові Помег, де було облаштовано п'ять гектарів землі та кілька будівель, а також невеликий порт, який міг вмістити близько тридцяти п'яти кораблів. Лазарети були обладнані для перебування пасажирів і зберігання товарів.

## Початок

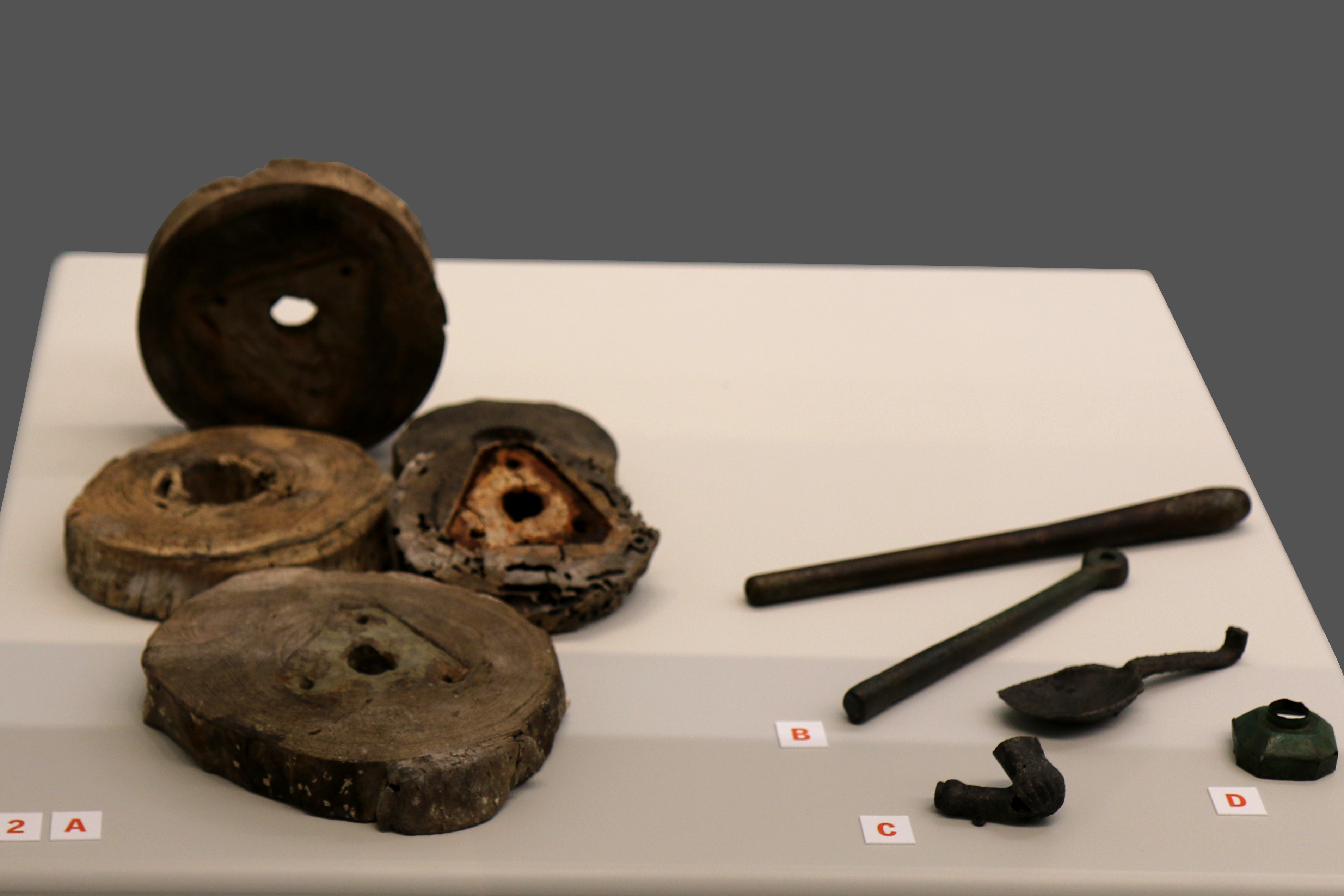
Залишки корабля «Гран-Сен-Антуан», який привіз чуму до Марселя в 1720 році (шків, розбитий колокол, лопатка для виносу золи), які зберігаються в Марсельському історичному музеї

«Гран-Сен-Антуан» покинув Марсель 22 липня 1719 року і послідовно побував у Смірні, Ларнаці (Кіпр) та Сідоні (Ліван). У цьому місті на нього завантажили шовкові тканини та мішки для попелу, призначені для баласту, а також для поглинання вологості трюмів задля кращого збереження дорогоцінних тканин. Цей попіл продавали в Марселі на миловарнях. Консул, який не знав, що в Дамаску вирує чума, видав ліцензію, що вантаж, ймовірно, забруднений. Корабель прибув до Тиру і поповнив вантаж новими тканина, далі вийшов у море, але йому довелося зупинитися у Триполі в Лівані, щоб усунути проблеми, заподіяні сильним штормом. 3 квітня 1720 року корабель відплив до Кіпру, прийнявши чотирнадцять пасажирів. 5 квітня на борту загинув турок, а його труп був кинутий у море, пасажири потрапили на Кіпр, а корабель поплив 18 квітня 1720 року до Марселя. По дорозі п'ять людей послідовно померли, включаючи хірурга на борту. Це було серйозною проблемою, і тоді капітан Жан-Батист Шато вирішив зупинитися в гавані Брус, поблизу Тулона. Причини такої зупинки досить загадкові, але деякі історики вважають, що Шато хотів звернутися за порадою до власників вантажу, щоб визначити порядок подальших дій.
Потім «Гран-Сен-Антуан» зробив розворот, щоб дістатися до Ліворно, куди прибув 17 травня. Італійці заборонили вхід корабля в порт і поставили його на якорі в бухті, яка охоронялася солдатами. Цей запобіжний захід був розумним, оскільки наступного дня ще троє людей загинули на борту. Трупи обстежили лікарі, які зробили висновок про «злоякісну гарячку мозку». Цей термін для лікарів того часу не позначав чуму. Влада Ліворно на звороті ліцензії, виданої в  Триполі, записала, що відмовила входу корабля в порт через смерть частини екіпажу.
25 травня 1720 року «Гран-Сент-Антуан» прибув у Марсель. Він привіз дорогоцінний вантаж шовкових тканин і тюків з бавовни вартістю 300000 ліврів, призначених для продажу на ярмарку в липні. Частина вантажу належала кільком знатним особам Марселя, у тому числі першому олдермену Жану- Батисту Естелю та капітану корабля Жану-Батисту Шато, які були зацікавлені у швидкому розвантаженні судна.
Десять померлих на борту судна, ймовірно, не мали характерних симптомів чуми. Ці очевидні прояви з'явилися в місті, коли там почали поширюватися тканини з корабля «Гран-Сент-Антуан», заражені блохами, які несли збудника.
По прибуттю капітан Шато вирушив до медичного офісу, щоб доповісти черговому тижневому менеджеру. Він надав ліцензію і міг повідомити лише про смерть, яка сталася під час плавання. 27 травня, всього через два дні після прибуття корабля до Марселю, на борту загинув моряк. Управління охорони здоров'я одноголосно вирішило відправити корабель на острів Джарре, а потім передумало і під час другого обговорення вирішило взяти труп для огляду, а корабель відправити на острів Помег. 29 травня цей самий офіс вирішив, що не слід вивантажувати цінні товари в лазаретах Помегу, коли тюки бавовни мали бути розвантажені на острові Джарре.
3 червня 1720 року офіс переглянув свою позицію й ухвалив рішення, вигіднішу для власників вантажу: весь товар буде вивантажений у лазаретах. Заява капітана Шато фальсифікувалася додаванням запису, який вказував, буцім-то члени екіпажу, які загинули в морі, померли від поганої їжі. Працівники охорони здоров'я, ймовірно, хотіли зберегти вантаж, призначений для ярмарку, який мав відбутися 22 липня 1720 року. 13 червня, за день до того, як пасажири потрапили під карантин, охоронець судна загинув. Черговий у порту хірург оглянув труп і прийшов до висновку, що той помер від старості, не виявив ознак чуми.
Першій носій, який розвантажував тюки з бавовною, захворів і помер 25 червня. З цього дня ще кілька носіїв по черзі захворіли. Офіс охорони здоров'я був дуже стурбований і вирішив відправити корабель на острів Жарр, спалити одяг померлих і поховати трупи у негашеному вапні. Але ці заходи були надто пізніми, оскільки заражені чумними збудниками тканини і бавовна, вивезені з лазаретів, уже поширили чуму в місті.

## Розпал епідемії

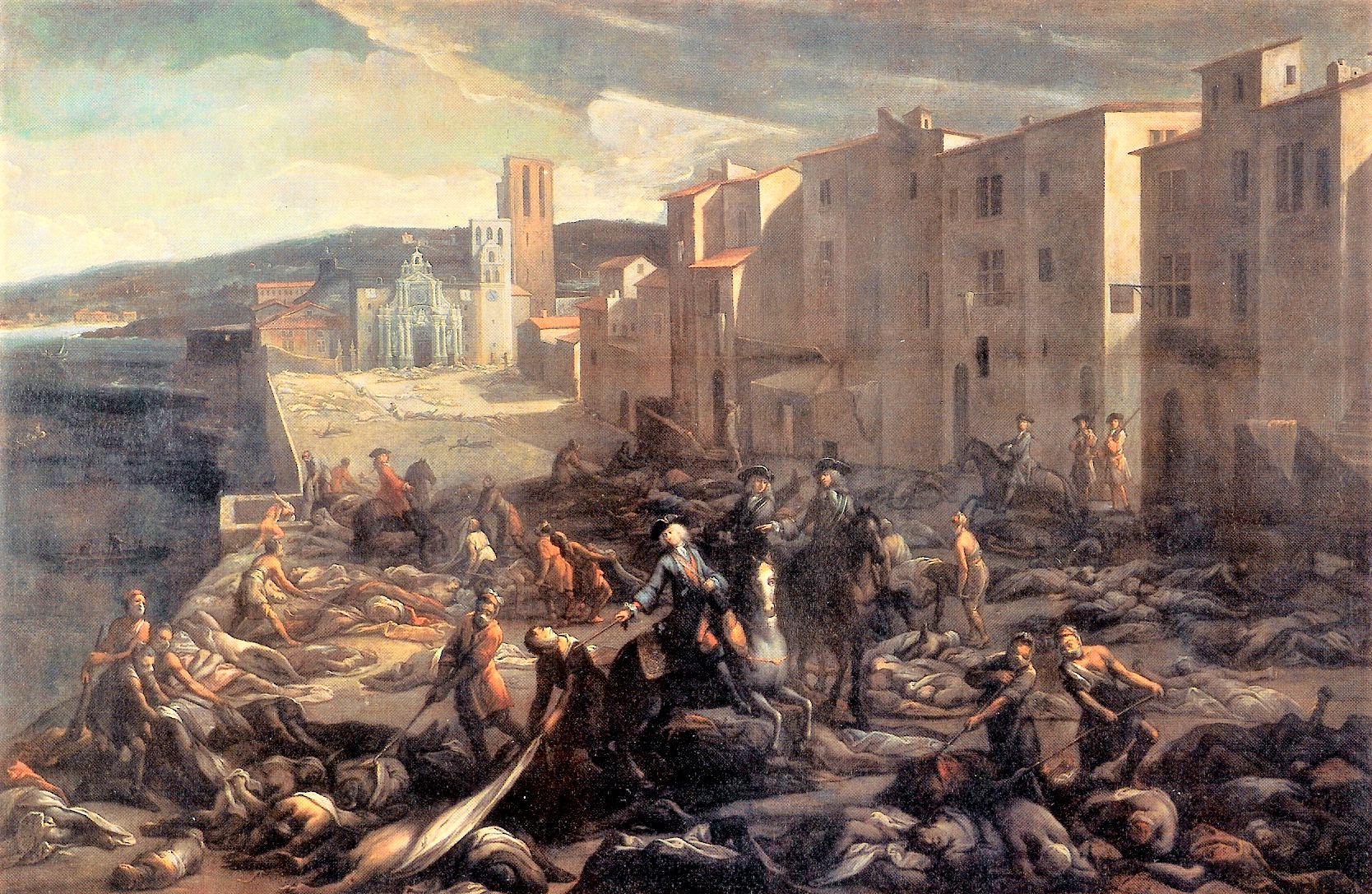
Епізод чуми 1720 року на еспланаді «Ла Туретт» у Марселі. Мішель Серр, 1720.

20 червня 1720 року на вулиці Белль-Стол у старих кварталах жінка на ім'я Марі Дауплан померла за кілька годин від початку хвороби. У цей час лікарі ще сумнівалися, що ця смерть пов'язана з чумою.
28 червня кравець Мішель Кресп раптово помер. 1 липня дві жінки, Ейгазіер і Танус, що мешкали на вулиці Ешель, іншому знедоленому районі міста, загинули з чорними плямами на тілі й з бубонами, очевидними ознаками чуми.
9 липня Шарль Пейссоннель і його син Жан-Андре, обидва лікарі, були викликані до хворої дванадцятирічної дитини на вулиці Жан-Галланд. Вони діагностували чуму та попередили місцевих чиновників. Кількох померлих там за короткий час поховали у негашеному вапні, а їхні будинки замуровали. Чиновники все ще сподівалися, що це обмежений спалах. Вантажний корабель був переданий з лазаретів на острів Жарр. З 21 липня кількість померлих лише збільшувалася.
Вжиті заходи, такі як спалювання сірки в будинках, були неефективні. Епідемія чуми прогресувала у старому місті. Заможні люди виїжджали з Марселя, щоб знайти притулок у своїх заміських будинках.
Прості люди створили величезний табір на рівнині Сен-Мішель. 31 липня 1720 року парламент Екс-ан-Прованса заборонив марсельцям залишати свою землю, а жителям Провансу — спілкуватися з ними. Починаючи з 9 серпня, щодня помирало більше ста осіб. Лазарети більше не могли приймати хворих. Трупи викидали на вулиці. У середині серпня лікарі Франсуа Шикойно та Верні з Університету Монпельє приїхали до Марселя за наказом регента за порадою його першого лікаря П'єра Ширака.
Наприкінці серпня постраждали всі райони Марселя, включаючи район Рів-Нев, відокремлений від міста портом і величезним арсеналом галер. Незважаючи на заходи, вжиті шевальє Розе, який тоді був капітаном цього району, неможливо було перервати будь -який зв'язок із забрудненим старим містом, звідки поширилася чума. Цілі сім'ї вимирали, жодна вулиця в старому місті не була не уражена. Церкви зачиняли двері одна за одною. Щодня вмирала щонайменше тисяча людей.

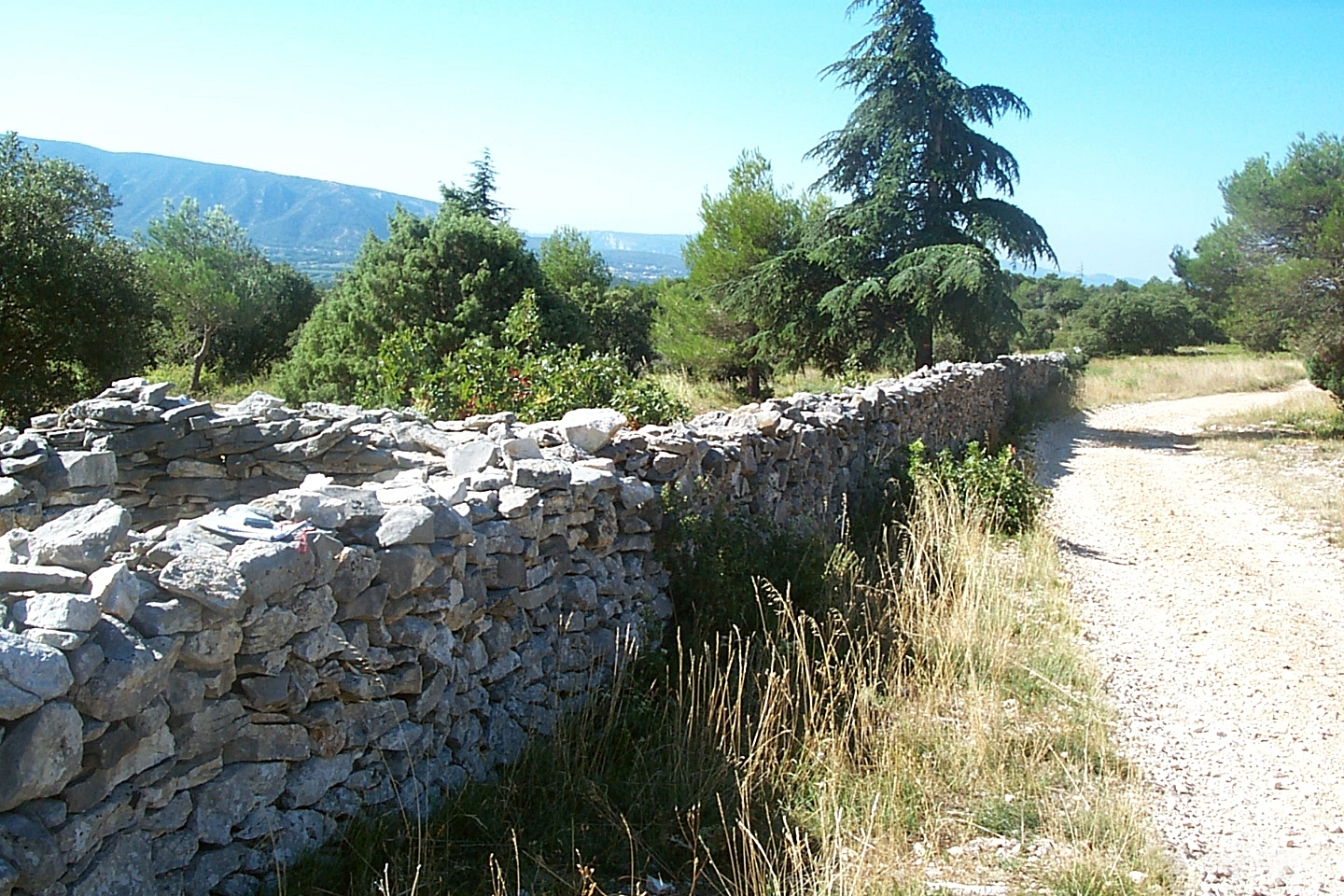
Залишки чумного муру у горах Воклюз, побудованого в 1720 році для ізоляції уражених регіонів.

Багато місцевих органів влади та парламентів запровадили численні нормативні акти. З метою гармонізації правил Державна рада прийняла указ 14 вересня 1720 року, яким скасовувалися багато заходів, оголошено блокаду Марселя та посилено морську поліцію. Указ є ознакою незадоволення королівської влади, ним позбавлено повноважень місцеві органі влади настільки, що парламент Екс-ан-Прованса протестував, відмовляючи його зареєструвати. В указі прописані суворі штрафи для тих, хто порушує положення, що стосуються карантинів і медичних квитків. Проте вже було пізно: чума поширилася за межі Марселя, і знадобилося ще два роки боротьби, щоб викорінити чуму з Лангедоку та Провансу. Для захисту решти Франції було введено санітарний кордон із «чумною стіною» у горах Воклюз, що простягалася до Дюранса вздовж Жаброна, а потім до Альп.
Марсель — не єдине провансальське місто, яке постраждало від епідемії, яка також уразила Арль, Екс-ан-Прованс і Тулон. Невеликі містечка, розташовані поблизу цих великих міст, також були уражені чумою. Лише містечко Ла-Сьйота, захищене його стінами, було позбавлене чуми.
Загалом під час епідемії померло від 90 до 120 тисяч осіб. Останні спалахи загасли наприкінці 1722 року в комунах д'Авіньйон та д'Оранж.

## Зворотній хід епідемії
З жовтня 1720 року в Марселі чума почала відступати, і захворілі швидше одужували. Щоденна смертність знизилася приблизно до двадцяти осіб. Це зниження тривало до початку 1721 року, коли щоденна смертність досягла однієї чи двох осіб. Магазини знову відкрилися, робота в порту і риболовля відновилися.
Через те, що нові випадки чуми були у квітні 1722 року, старости районів дали 28 травня того року урочисту обітницю йти і слухати проповідь кожного року в монастирі Відвідання, при цьому нести «свічку або факел з білого воску, вагою чотири фунти, прикрашені гербом міста, щоб спалити в той день перед Пресвятим Таїнством». Ця релігійна церемонія продовжувалася аж до французької революції 1792 року. З 1877 року Торгово-промислова палата Марселя-Провансу прийняла обітницю відновити церемонію, яка триває й у XXI столітті, взявши на себе її організацію й повернувши ту свічку, яка була в 1722 році.
З початку серпня 1722 року епідемія припинилася, більше не було виявлено ані хворих, ані смертей від чуми.
За описами того часу встановлено, що більшість випадків належали до бубонної чуми, а лише деякі — до бубонно-септичної.
Імовірно, передача на початку епідемії йшла від чорних пацюків, які тоді ще були поширені у Франції, та їхніх бліх Xenopsylla cheopis. Надалі у розпал імовірно це відбувалося тільки через бліх, які по смерті від чуми хазяїв-пацюків, ховалися в тканинах, які були завезені до міста.

## Засоби боротьби
Використовувалися переважно засоби народної медицини. Профілактичні заходи в основному були традиційними, навіть забобонними. Використовувалася традиційна для того часу терапія: потогінні засоби, спричинення блювання, очищення кишечнику і, насамперед, кровопускання, яке не призводило до іншого результату, крім скорочення страждань пацієнта. Що стосується хірургічних практик, вони полягали у надрізанні чумних бубонів, коли ті досягали зрілості.

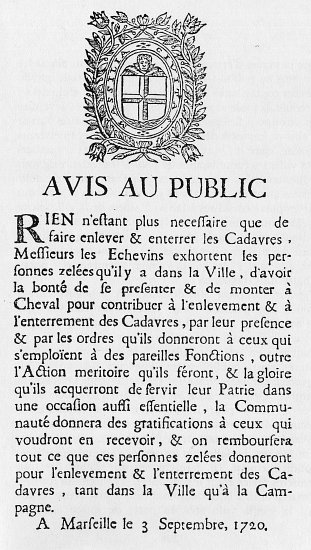
Публічне повідомлення 1720 року про вивезення трупів людей, які померли від чуми.

## Поховання померлих
З початку серпня 1720 року цвинтарі більше не мали права приймати тіла жертв чуми, яких «мортуси» повинні були доставити з лазаретів. З 8 серпня почалося створення братських могил. Рота гренадерів примусово набирала селян у сільській місцевості, щоб викопати близько п'ятнадцяти ям за межами валів. З 9 серпня нош вже не вистачало і з'явилися перші самоскиди для вилучення трупів. У середині серпня лазарети більше не могли приймати хворих чи померлих, трупи залишали на вулицях. Візки закінчилися, тож олдермени були змушені посилати команди для вилучення їх у сільській місцевості. Оскільки візки не могли їздити по вузьких вуличках району Сен-Жан старого міста, для підвезення трупів до них виготовили ноши. Щоб провезти ці візки та вивезти трупи обирали засуджених і найбідніших веслярів з галер. Але ця недисциплінована робоча сила вимагала пильного нагляду. Олдермен особисто разом з чотирма солдатами з багнетами щодня очолювали групу тих, хто вивозив мертвих.
Протягом XIX століття під час різних будівельних робіт було виявлено кілька старих братських могил. Ці братські могили ніколи не вважалися гідними археологічного інтересу, а людські останки були перепоховані або вивезені на смітник. У 1994 році було проведено розкопки однієї братської могили, яка знаходилася в колишніх садах монастиря Обсерванс, який використовувався як лікарня під час епідемії чуми. Було знайдено майже 200 скелетів. Археологи виявили, що могила була заповнена нерівномірно. Було три зони: на сході зона високої щільності з нагромадженням тіл, до центру зона низької щільності з індивідуалізацією поховань і, нарешті, на заході зона майже нульової щільності. Ці зони відображають послідовність смертей під час епідемії. Порівняно невелика кількість поховань змусила археологів вважати, що це могила, яка заповнювалася під час другого періоду епідемії, з травня по липень 1722 року.
Смерть людей, похованих у цій братській могилі, спричинена чумою, поза сумнівом, оскільки після ексгумації була виявлена ДНК чумної палички. Тіла систематично покривали негашеним вапном. За винятком одного тіла з пряжкою для ременя, немає предметів прикраси. З'ясовано, що трупи були поховані голими в кожухах. Часто виявлено бронзову шпильку, яка застрягла в першій фаланзі великого пальця ноги — це була звичайна практика у той час перевіряти фактичну смерть людини.

## Релігійна діяльність під час епідемії

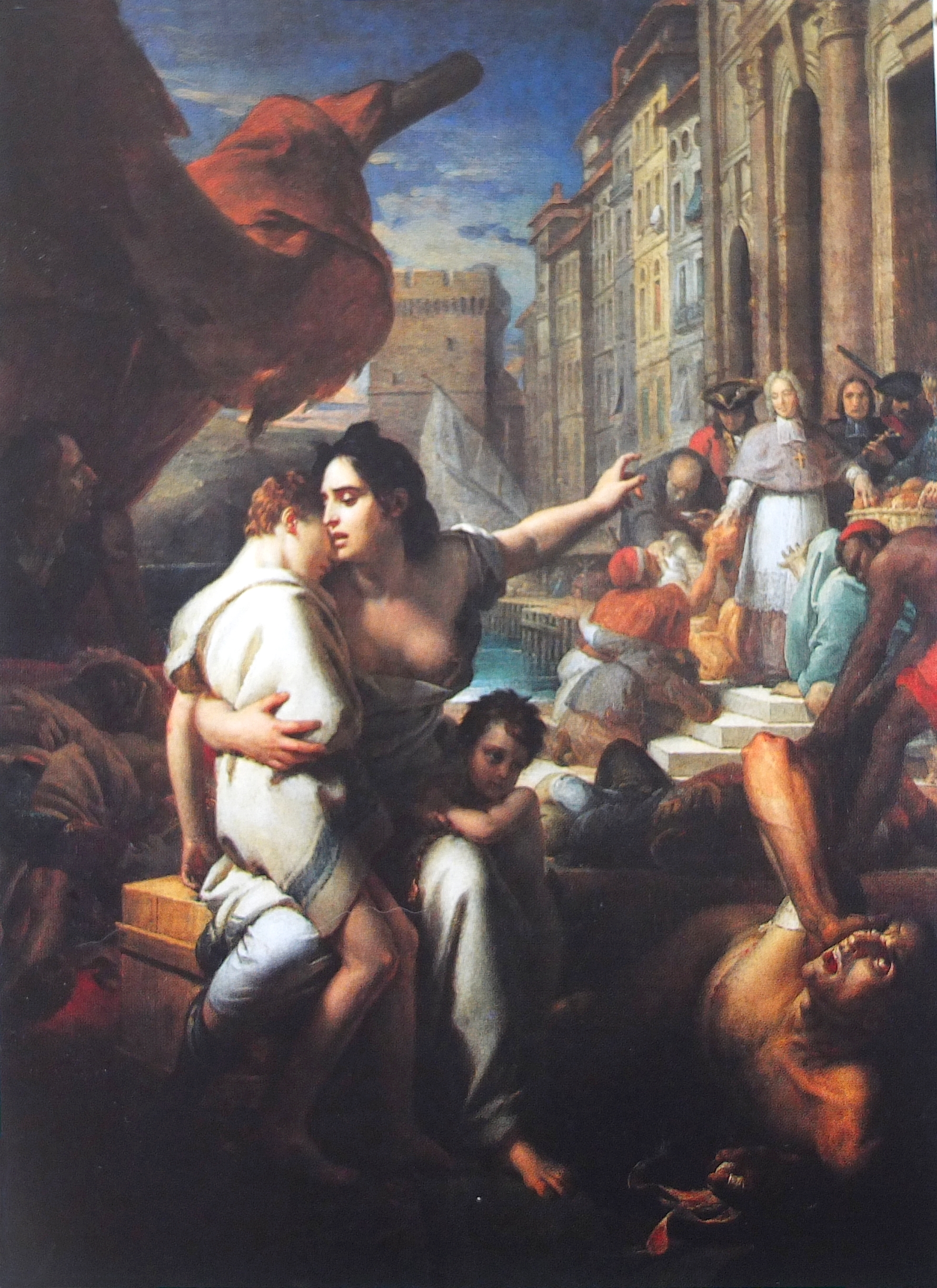
Єпископ Марселя, монсеньор де Бельсунс під час епідемії благословляє паству

Найвідомішим релігійним діячем того часу був єпископ Марселя де Бельсунс, який особливо відзначився своєю ревністю та відданістю допомозі хворим. Зіткнувшись із цією безпрецедентною епідемією, він вирішив відвідувати хворих, проводячи для них останні обряди. Його також бачили, як він роздавав рясні милостині своїй пастві. 1 листопада 1720 року єпископ висвятив Марсель Найсвятішому Серцю Ісуса під час церемонії спокутування на дорозі, яка сьогодні носить його ім'я. Він відправляв месу з непокритою головою, босоніж і зі смолоскипом у руках. 31 грудня 1720 року єпископ організував загальний хресний хід по братських могилах, розташованих здебільшого за межами валів. Він дав благословення кожній із них. Для надання матеріальної допомоги хворим виділив значну частину своєї спадщини.
Разом з тим з більш ніж двохсот п'ятдесяти релігійних установ тільки п'ята частина їх стала проти епідемії, лікуючи та приносячи допомогу жертвам чуми. А от ченці абатства Сен-Віктор замкнулися за стінами свого монастиря і відправили лише кілька милостинь. Каноніки церкви Сен-Мартен втекли до сільської місцевості.

## Сучасні дослідження

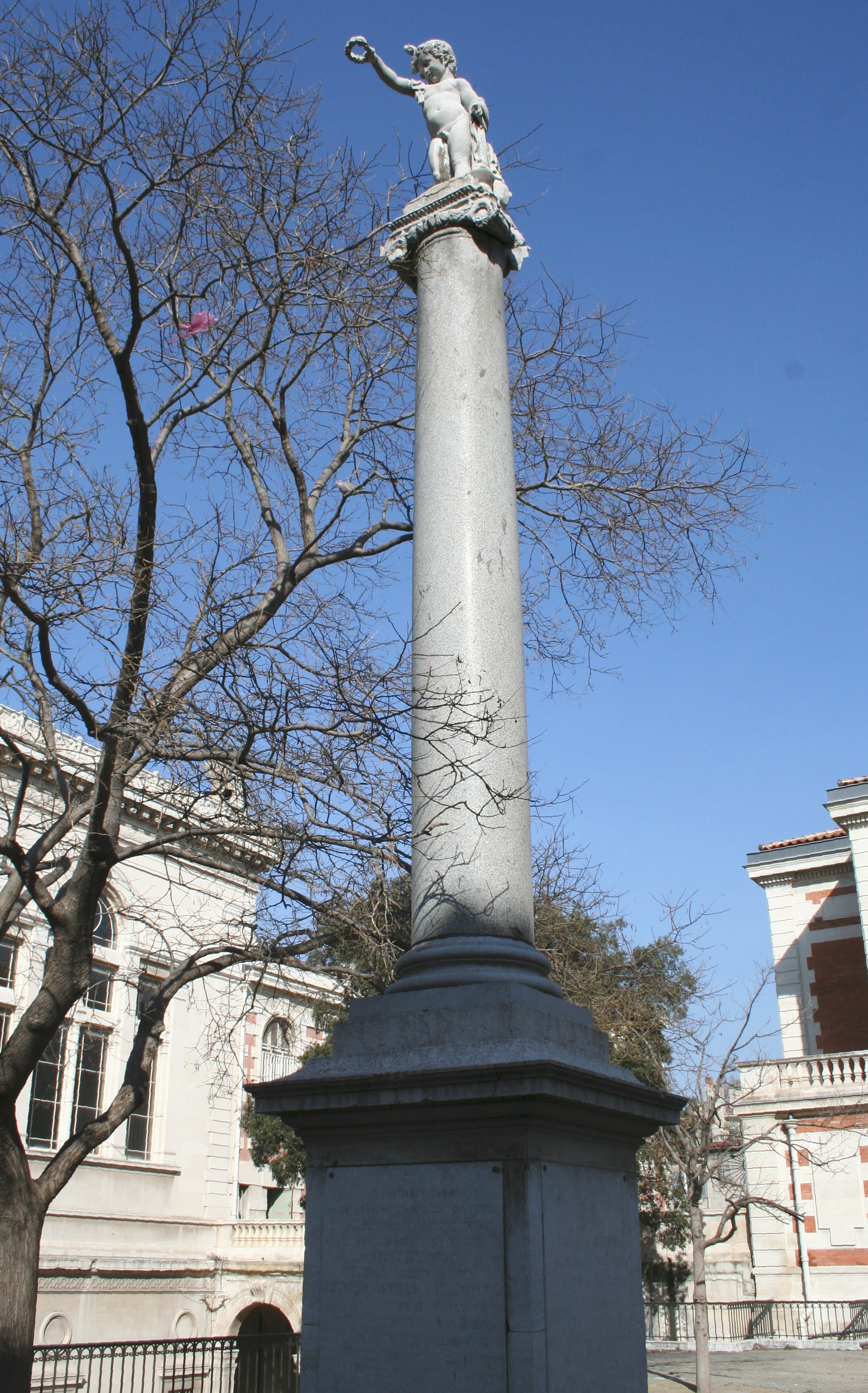
Колона чуми в Марселі з генієм безсмертя на верхівці.

Дослідження інституту інфекційної біології імені Макса Планка Товариства імені Макса Планка в 2016 році показало, що марсельська епідемія чуми не прийшла з Близкого Сходу, як вважається, а була відродженням другої пандемії Чорної смерті, яка спустошила Європу в XIV століття. Таким чином, дослідження інституту припускає ймовірне існування до XVIII століття постійного осередку чуми гризунів у Центральній та Східній Європі, який після того зник. Існують дві основні теорії щодо перебігу другої пандемії чуми в Європі (з XIV по XVIII століття): одна пояснює її продовження після 1347 року неодноразовими заносами з Центральної Азії, інша — тим, що після її появи утворилися місцеві осередки, з яких періодично виникали епідемії.

## Уроки епідемії
- Судно «Гранд-Сен-Антуан» повинно було відбути карантин на острові Жіар відповідно до інструкції 1716 року і жодним чином не мало права безпосередньо вивантажувати свої товари в іншому місці, оскільки на судні кілька людей померло під час повернення в Марсель.
- У той час першим фігурантом справи про епідемію був капітан Жан-Батист Шато. Він дуже чітко знав, що на борту його корабля є чума, тому зробив заяву згідно із правилами, не приховуючи смертей, які сталися під час плавання. Однак 8 вересня 1720 року був ув'язнений у замок д'Іф і не був звільнений до 1 вересня 1723 року, хоча відсутність його провини на той час вже давно було визнано.
- Другою фігурою, яка викликала багато суперечок, є перший олдермен міста Марселя Жан-Батист Естель, якому належала частина дорогоцінного вантажу. Цей товар, вартість якого оцінюється від 300 до 400 000 ліврів, на дві третини належав великій кількості дрібних власників, решта, або одна третина вартості, розподілялася порівну між чотирма власниками, включаючи й Естеля. Перший олдермен був власником товару вартістю близько 25 000 ліврів, що, безперечно, велика сума, проте не була значною для такої людини. Естеля вперше запідозрили у зговорі з чиновниками охорони здоров'я. Завдяки підтримці інтенданта Лебре, він королем був визнаний невинним у 1722 році, який надав йому дворянські грамоти та щорічний ануїтет  у 6000 ліврів. Естель недовго користувався таким привілеєм, оскільки помер невдовзі після 16 січня 1723 року у віці 61 року.

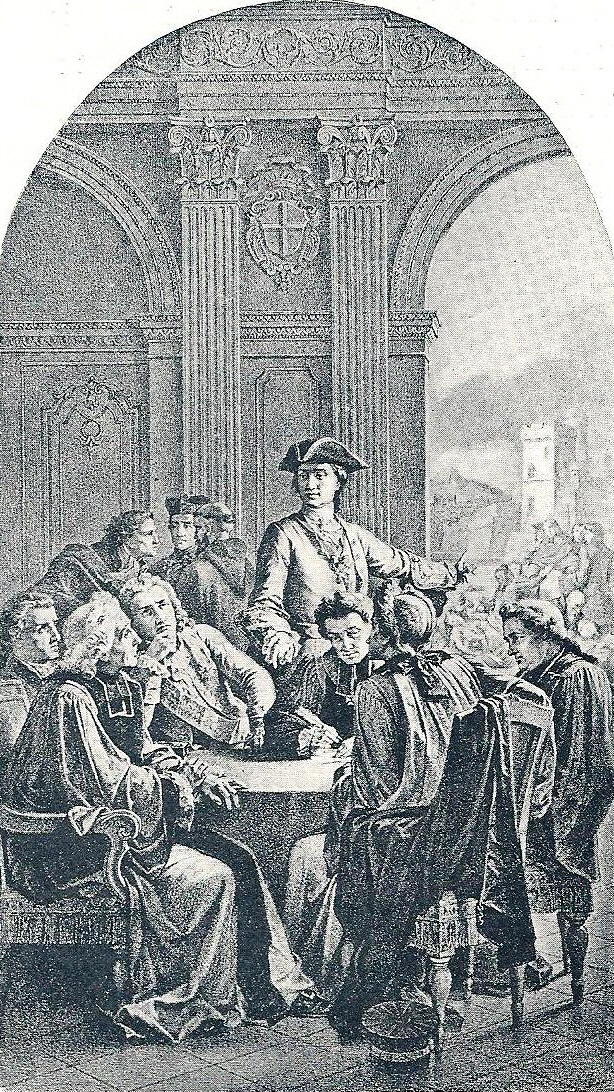
Шевальє Розе на засіданні олдерменів

- Імовірно, на муніципальних медичних чиновниках лежить велика відповідальність за епідемію. Вони, ймовірно, дозволили собі прийняти полегшені правила для карантину товарів із «Гранд-Сен-Антуана». Відсутність дисципліни в лазаретах призвела до контрабанди заражених тканин, зокрема різного мотлоху, який належав екіпажу. Швидше за все, ці тканини, які були вивезені з лазаретів, поширили чуму.
- Серед цивільних діячів найбільше виділяється фігура шевальє Розе, який, призначений капітаном округу Рів-Нев, організував постачання та віддав усі свої товари на пошук пшениці для містян. Найвідомішим епізодом його діяльності є прибирання району Туретт. Скромність шевальє Розе завадила йому заявити про свої заслуги.
- Двадцять п'ять хірургів із тридцяти померли, заразившись чумою. Сто підлітків служили медичними працівниками і у великій кількості загинули.